# Spojený ústav jaderných výzkumů v Dubně
Spojený ústav jaderných výzkumů (rusky Объединённый институт ядерных исследований, Objediňonnyj institut jaděrnych issledovanij, ОИЯИ, OIJAI; česky se užívá akronym SÚJV) v Dubně u Moskvy je mezinárodní výzkumné centrum zabývající se jadernou fyzikou a jinými fyzikálními obory. Ústav zaměstnává dohromady 5500 lidí, vědců zde pracuje 1200 – tisícovka z tohoto počtu jsou doktorandi z 17 členských států. Těmito členskými státy jsou: Arménie, Ázerbájdžán, Bělorusko, Bulharsko, Čína, Kuba, Gruzie, Kazachstán, KLDR, Moldávie, Mongolsko, Polsko, Rumunsko, Rusko, Slovensko, Ukrajina, Uzbekistán a Vietnam. Rovněž zde působí významní vědci z organizací jako je UNESCO, CERN, CLAF a vědci ze států západní Evropy a USA.

## Součásti
Ústav je rozdělen na osm specializovaných laboratoří:
- Bogoljubova laboratoř teoretické fyziky
- Vekslerova a Baldinova laboratoř fyziky vysokých energií
- Laboratoř částicové fyziky
- Dželepovova laboratoř jaderných problémů
- Fljorovova laboratoř jaderných reakcí
- Frankova laboratoř neutronové fyziky
- Laboratoř informačních technologií
- Laboratoř radiační biologie

Dále je součástí institutu univerzitní centrum.
V těchto laboratořích probíhá výzkum v oborech: Teoretická fyzika, fyzika elementárních částic, relativistická jaderná fyzika, fyzika těžkých iontů, fyzika nízkých a středních energií, neutronová fyzika, fyzika kondenzovaných hmot, radiační biologie, počítačové sítě a vzdělávací programy výpočetní fyziky.

## Vybavení
Institut je vybaven částicovým urychlovačem o energii 7 GeV, třemi izochronními cyklotrony o energiích 120, 145 a 650 MeV, fázotronem (680 MeV) a synchrofázotronem (4 MeV). V neutronové laboratoři pak pracuje neutronový pulsní reaktor a 19 přidružených zařízení využívajících neutronové paprsky z tohoto reaktoru.

## Historie
Dohoda o založení ústavu byla podepsána 26. května 1946 v Moskvě, u jeho vzniku stáli slavní vědci, například Wang Kan-čchang, významný čínský fyzik, nebo Vladimir Veksler. Ústav vznikl ze dvou institutů sovětské akademie věd – Institutu pro jaderný výzkum a Elektrofyzikální laboratoře. Přestože první výzkumné zařízení bylo vybudováno v Dubně již v roce 1947, teprve se vznikem CERNu v roce 1954 nabyl ústav značného významu, právě jako "východní protipól CERNu".
Česká republika ze spolupráce odstoupila roku 2022 kvůli ruské agresi proti Ukrajině.

## Nejdůležitější objevy
V institutu bylo učiněno více než 40 významných objevů, například:
- 1959 – nezářivé přechody v mezoatomech
- 1960 – antisigma-minus hyperon
- 1963 – prvek 102
- 1972 – regenerace buněk po zásahu radiací
- 1973 – zákon zachování počtu kvarků
- 1975 – jev uvěznění pomalých neutronů
- 1988 – pravidelnost v rezonantních formacích muonických molekul v deuteriu
- 1999 – 2005 – těžké prvky 114, 116, 118, 115 a 113
- 2006 – chemická identifikace prvku 112
- 2010 – prvek 117

## Ředitelé
1. Dmitrij Ivanovič Blochincev (1956–1965)
2. Nikolaj Nikolajevič Bogoljubov (1966–1988)
3. Dezső Kiss (1989–1991)
4. Vladimir Georgijevič Kadyševskij (1992–2005)
5. Alexej Norajrovič Sisakjan (2005–2010)
6. Michail Grigorjevič Itkis (2010–2011 viceředitel pověřený řízením po smrti A. N. Sisakjana)
7. Viktor Anatoljevič Matvejev (2011–2020)
8. Grigorij Vladimirovič Trubnikov (od 2021)

V letech 1956–1959 působil v pozici náměstka ředitele prof. Václav Votruba.

## Cena SÚJV
Od roku 1961 se uděluje cena SÚJV za mimořádné objevy v oblasti jaderné fyziky. Prvními držiteli byli profesor Wang Kan-čchang a Vladimir Vekseler, kteří objevili antisigma-minus hyperon, v té době ještě považovaný za elementární částici.